# Дич, Хельмут
Хельмут Дичь (исп. Helmut Ditsch; род. 6 июля 1962 года, Вилья-Баллестер, пригород Буэнос-Айреса) — австро-аргентинский художник. Считается одним из значимых независимых художников мирового масштаба. Его вдохновляет природа в своих экстремальных проявлениях и он тщательно воплощает пейзажи на полотнах, которые могут достигать монументальных пропорций.

## Биография
Хельмут Дичь является потомком европейских переселенцев в третьем поколении. Его предки переехали в Аргентину из Австрии, Германии и северной Италии. Ранняя смерть матери наложила отпечаток на его существование и сыграла решающую роль в его художественном творчестве: в детстве он начал самоучкой писать первые картины, тогда же познакомился с Андами и Пампасами, а тема жизни и смерти занимает его до сих пор. 

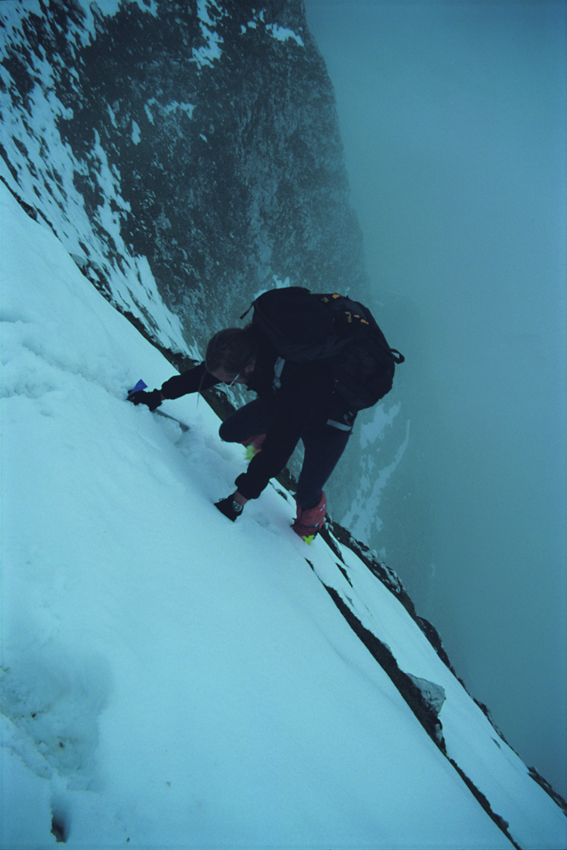
Хельмут Дич в Альпах в Тироле/Австрия 1997

В 1983 году Хельмут Дичь начинает деятельность свободного художника и через два года прерывает её в связи с негативным опытом от работы с галереями. Вместо этого он проводит ряд экспедиций в Анды и становится экстремальным альпинист. В 1986 он вернулся к рисованию, причем его новый опыт скалолаза все больше вписывается в его творчество и он все больше отдаляется от сюрреализма, с которого когда-то начинал свой духовный и творческий поиск. Рисование и единение с природой сливаются для него в единый процесс.
Его официальное образование в изобразительном искусстве начинается только в 1988 году в венской Академии изобразительных искусств, которую он окончил с отличием. Тогда его главная цель заключалась в изучении методов великих мастеров мировой живописи таких как Каспар Давид Фридрих и Ян Вермеер. Через год по окончании учёбы он основывает ателье в Вене. В Меране он знакомится с альпинистом Райнхольдом Месснером, с которым начинает вести постоянное сотрудничество. Во время 1995 Хельмут Дичь проводит исследовательскую работу, для чего ему пришлось пересечь ледники Патагонии и провести в одиночестве несколько недель в австрийских Альпах. Время от времени он путешествует по природным ландшафтам, выбирая сюжеты для картин. Помимо художественного творчества Дичь проявил себя как дизайнер моды, автомобилей и самолетов, а также как винодел. В качестве референта его приглашают различные университеты. В 2000 году он перенес своё ателье в Ирландию, где с тех пор живёт и работает.
В 2006 на книжной ярмарке «32. Feria International del Libro» в Буэнос Айресе состоялась презентация книги «Триумф живописи». Эту ярмарку посетили более миллиона человек.
В 2008 основывает Хельмут Дичь свою лабораторию искусства, музыки, философии и дизайна высоких технологий «Helmut Ditsch Fan Fabrica de Arte Nacional». Создаются первые наброски спортивного автомобиля LE MANS Super Sport Car HD1.
2009 умирает его молодая жена Марион.
2010 после продажи Моря II за 865.000 долларов США Дичь становится самым дорогим художником Аргентины всех времен. В том же году он начал передвижную выставку «Gira Nacional y Popular», доступную для посещения всеми желающими, поскольку вход бесплатный.

## Стиль
На стиль Дича оказала влияние живая манера восприятия искусства Ницше, а также экзистенциальная философия Хайдеггера. Художник рассматривает собственную жизнь и отображающее её творчество как единое целое. «Я не фото- и не гиперреалист, я пишу на основе того, что видел и пережил сам».
В процессе создания Хельмут Дичь отбирает сначала интересующие его участки природы, которые он собирается воплотить на полотне, и начинает затем своё общение с ней. Он добирается до выбранного участка (зачастую непригодного для обитания) на свой страх и риск, используя в качестве транспортного средства своё собственное тело и остается там на некоторое время, хотя бы несколько дней, для того, чтобы впитать в себя сущность и особенности природного ландшафта.
Критики отмечают, что подобного эффекта, какой удается достичь Дичу, возможно добиться только через рефлексию и тщательную работу восприятия. Идентификация искусства Дича всегда была источником разногласий для специалистов. Поначалу его творчество пытались определить как гиперреализм, но со временем в Европе его работы стали относить к экспериментальному реализму, утверждая, что работа Дича не носит натуралистический или реалистический характер, но является скорее визуальным и духовным созерцанием природы.
Опосредованное восприятие природы также как и представление её художником в качестве ландшафта ставят перед Дичем нелегкую задачу передачи впечатлений посредством изображения. Его художественная идиосинкразия строится на воле и убеждении, что даже через носители информации — в данном случае картин — можно передать подлинные переживания, которые могут позволить зрителю принять участие в этой подлинности.

## Работы (выборочно)
В своих работах он отражает пережитый опыт встречи с природой в экстремальных условиях в горах, на море, пустыне, льдах.
- Цикл IV, 1991
- Над ледником Гюссфельдт, 1993
- Cerro Ameghino, 1994
- Aconcagua, 1994
- Бассейн Клагенфурта, 1996
- Долина смерти IV, 1996
- Горный хребет, 1998—1999
- Долина Смерти, 1995—2000
- Ответ', 1997—2000
- Ötscher, 1998—2000
- Босиком, 1999—2000
- Точка невозвращения, 2001
- Лед и преходящая вечность, 2001—2002
- Десять заповедей II, 2002
- Los Hielos, 2002
- Cosmigonon, 2002
- Траунзе, 2003
- Das Meer I, 2004
- Cafayate, 2004
- Пертито Морено, 2004
- Так говорил Заратустра, 2004
- Море II, 2005
- Точка невозвращения II, 2005
- K2, 2006
- Печник, 2012

## Призы, награды, достижения
- 1990 Приз мастера венской академии искусств.
- 1993 Почетный приз государственного австрийского министерства науки и исследования
- 1997 Специальный приз Bau Holding Kunstforums
- 2010 Присуждение звания почетного гражданина Партидо Генерала Сан Мартина, провинция Буэнос Айреса, Аргентина
- 2012 Культурный приз Arturo Jauretche
- 2012 Почетный магистр Национального Университета Генерала Сан Мартина (UNSAM)
- 2015 Профессор Национального Университета Генерала Сан Мартина (UNSAM)
- 2016 Cosmigonon (2002) продан за рекордную сумму 1.500.000 US$

## Публикации
- Carl Aigner: The Triumph of Nature. The Paintings of Helmut Ditsch. Prestel, München / Berlin / London / New York 2005, ISBN 3-7913-3269-4 (Монография).
- Beiträge und Artikel in verschiedenen internationalen Katalogen und Zeitschriften, unter anderem: Elle Argentinia (Buenos Aires), El Mercurio (Santiago, Chile), Weltkunst (München), Wirtschaftsblatt (Wien), Krone (Wien), Kurier (Wien), Neue Zürcher Zeitung (Schweiz), La Nacion (Buenos Aires), Clarin (Buenos Aires)
- Carl Aigner: Helmut Ditsch: The Triumph of Painting. Prestel, München / Berlin / London / New York 2009, ISBN 978-3-7913-4209-2 (Монография).